# Chiesa di San Vito al Giambellino
La chiesa di San Vito al Giambellino è una parrocchiale di Milano, sita nel quartiere e nel decanato del Giambellino .

## Storia
La parrocchia venne edificata tra il 1936 ed il 1937 come nuova chiesa parrocchiale per il quartiere milanese del Giambellino, su progetto dell'architetto mons. Giuseppe Polvara con un orientamento sud-ovest, nord-est. Venne consacrata dal cardinale Alfredo Ildefonso Schuster, arcivescovo di Milano.
Nel 1938, venne avanzato il progetto della realizzazione di un triportico che conducesse dalla strada sino all'ingresso della chiesa, ma questo rimase sulla carta dal momento che le esigenze belliche imposero di accantonare l'idea.

## Architettura
La struttura originaria non prevedeva né la presenza del campanile né quella del portico che attualmente precede la struttura.
L'area esterna, pavimentata in beola e pietra di Trani, guida il visitatore sino al portale (recentemente rifatto) decorato in cemento bianco picchiettato.
La chiesa presenta un impianto a croce latina con una navata principale affiancata da due navatelle laterali, nelle quali si trovano rispettivamente il battistero e due cappelle. Il presbiterio, sopraelevato rispetto all'aula centrale, presenta un altare sovrastato da un ciborio; nell'abside è presente l'organo.
La chiesa all'interno presenta un ciclo pittorico realizzato dal pittore Antonio Martinotti negli anni '60. Nell'abside, al centro, si trova la maestosa figura del Cristo risorto, attorniato dalla raffigurazione di vari episodi della Sua vita sino alla Risurrezione. Nella cappella dedicata alla Vergine Maria, troneggia la figura della Madonna nell'atto di schiacciare il serpente col proprio piede; sotto di lei è presente l'Annunciazione, accompagnata lateralmente dalle scene dello sposalizio di Maria e della Natività. La cappella dedicata al Sacro Cuore è contraddistinta dalla figura centrale di Cristo nell'atto di spalancare il proprio mantello per accogliere malati ed infermi, il tutto accompagnato da episodi evangelici di misericordia, dalla parabola del buon samaritano a quella del figliuol prodigo. Il fonte battesimale è decorato con la figura di San Giovanni Battista e di alcuni momenti della sua vita e della sua predicazione sino al battesimo di Gesù.